# Београдска улица (Санкт Петербург)
Београдска улица једна је од главних улица Фунзенског рејона у Санкт Петербургу, а повезује Купчино са центром награда. Име је добила 16. јануара 1964. године по Београду, главном граду СФРЈ, данас Србије.
Улица је дугачка 4300 м, почиње од Салове улице у правцу Витебске Сортировочне улице и завршава се на раскрсници са Димитровом улицом. Граничи се се улицама као што су: Салова, Фучика, Турки, Слави, Алпска и Димитрова.
Београдски мост у истоименој улици представља границу између реке Волковке и Волковског канала.

## Саобраћај
Најближе метро станице до Београдске улице су Бухаресткаја, Међународна, Електросила, Московска и Купчино. Уз улицу постоје аутобуске и тролејбуске линије. У јужном смеру аутобуске линије саобраћају до улице Турку, а тролејбуске до улице Фучика. Дана 16. марта 2020. године на делу од Димитрове улице до авеније Слави пуштена је тролејбујска траса бр. 47. до станице метроа Московскаја.